# Морський торговельний порт «Південний»
Морськи́й порт «Південний» — торговельний морський порт в місті Південне, на чорноморському узбережжі, в акваторії Малого Аджалицького лиману. Найбільший і найприбутковіший порт України; за даними American Association of Port Authorities у 2015 р. займав 91 місце (48 582 тис. тонн) за загальним вантажообігом серед портів світу. Відповідно до Закону України «Про морські порти України» функції адміністрації морського порту виконує Південна філія державного підприємства Адміністрації морських портів України.

## Історія
Порт «Південний» розпочав свою роботу 27 липня 1978 року, коли пришвартувався газовоз «Булдурі» Латвійського морського пароплавства.

### Днопоглиблення
В травні 2017 року адміністрація морського порту «Південний» (філія ДП «АМПУ») і компанія China Harbour Engineering Company (CHEC) підписали контракт про днопоглиблення морського підхідного каналу та операційної акваторії причалів № 5-6 порту «Південний» з 19 до 21 м. Проєкт планується завершити в 2019 році. Це дозволить порту приймати великотоннажні судна і завантажувати їх до повної осадки. У зв'язку з цим на адресу «Південного» звучали обвинувачення в порушенні антимонопольного законодавства, оскільки днопоглиблення ставить цей порт в більш вигідне становище на транспортному ринку, ніж інші порти регіону. У 2018 році підрядник АМПУ китайська компанія CHEC достроково завершила днопоглиблення акваторії порту в рамках реалізації меморандуму про співробітництво між АМПУ, MV Cargo та Cargill.

### Перейменування
17 січня 2017 року заступник міністра інфраструктури України Володимир Омелян розпорядився до 29 квітня 2017 року перейменувати назви держпідприємства, установ і об'єктів інфраструктури, які мають символіку комуністичного режиму, а також назви яких містять русизми чи викладені недержавною мовою. 17 квітня 2019 року Кабінет Міністрів України перейменував порт «Южний» у порт «Південний».

### Кримінальні впровадження
У лютому 2023 року СБУ викрила масштабну корупцію в Южненській філії Державного підприємства “Адміністрація морських портів України”. До організації незаконної діяльності причетні керівник філії держустанови у 2017-2018 роках і двоє його підлеглих. За даними слідства, у травні 2017 року чиновники уклали договір з комерційною структурою на виконання днопоглиблювальних робіт в акваторії морського порту “Південний”. При цьому вартість відповідних робіт була штучно завищена. Встановлено, що державні гроші були переведені на рахунки підрядника, але фактичний обсяг робіт не відповідав документам. Таким чином, з держпідприємства було виведено у тінь більше ніж 90 млн грн.

### Судові рішення
На початку жовтня 2024 року у державну власність було повернуто земельну ділянку в акваторії порту «Південний» на Одещині, яку передали в оренду. Її вартість складає понад 65 млн грн. Прокурори встановили, що земельна ділянка, передана Южненською міською радою в оренду для будівництва об’єктів інженерно-транспортної інфраструктури, розташована в акваторії Великого Аджалицького лиману, який входить до меж морського порту «Південний». Господарський суд Одеської області погодився з доводами прокуратури та задовольнив позов в інтересах держави проти Южненської міської ради та ТОВ, якому передано в оренду земельну ділянку. Господарський суд визнав незаконним та скасував рішення міськради, а земельну ділянку — повернув державі. Апеляційний суд підтвердив це рішення. Таким чином, прокуратура довела, що земельна ділянка є частиною акваторії морського порту та об’єктом стратегічного значення, якою має розпоряджатися виключно держава в особі Кабінету Міністрів України.

## Статус власності
Наразі порт знаходиться в державній власності України. Адміністрація морських портів України, яка управляє портом, — державне підприємство, підпорядковане Міністерству інфраструктури України.
У 2013 році порт перерахував податків і зборів до бюджетів різних рівнів на суму близько 500 000 000,00 гривень.

### Концесія
1 листопада 2016 року в ході брифінгу міністр інфраструктури України Володимир Омелян заявив, що морський торговельний порт «Південний» передадуть у концесію не раніше 2019—2020 року.
Навесні 2018 року було розпочато підготовку попереднього техніко-економічного обґрунтування (пре-ТЕО) для передачі ДП "МТП «Південний» в концесію. «Вихід держави зі стивідорної діяльності є вирішеним питанням. Цей процес повинен відбутися в усіх портах. Реалізація концесійного проєкту в порту „Південний“ є одним з найперспективніших прєктів», — заявив керівник Адміністрації морських портів України (АМПУ) Райвіс Вецкаганс.
В липні 2018 року в ЗМІ з'явилася інформація, що Міністерство інфраструктури України (МІУ) планує ліквідувати держпідприємство МТП «Південний» після передачі його в концесію. У такому випадку весь персонал підприємства підлягає поетапному скороченню.
Це викликало протести трудового колективу ДП МТП «Південний», який налічує понад 2700 працівників. 4 жовтня з ініціативи профспілки підприємства в порту відбулася зустріч працівників «Південного» з представниками АМПУ і МІУ. Співробітники підприємства висловили стурбованість можливою перспективою звільнення. У відповідь керівник АМПУ Райвис Вецкаганс пообіцяв зробити процес роботи над проєктом концесії максимально прозорим і залучати профспілку підприємства до засідань робочої групи з підготовки ТЕО.

## Діяльність порту

### Інфраструктура, напрямки діяльності
Довжина причальної лінії складає 5,5 км, глибина досягає 20 м. До порту примикають залізничні станції Берегова, Хімічна і Промислова.
Станом на липень 2018 року проєкт будівництва зернового терміналу в морському порту «Південний» реалізований на 80 %.
В березні 2019 року Адміністрація морських портів України (АМПУ) і компанія «Дельта Вілмар СНД» підписали зміни до меморандуму і визначили пріоритетні заходи щодо реалізації чергового проєкту державно-приватного партнерства в порту Південний.
Планується, що приватні інвестори побудують новий причал № 37, завод з переробки сої, складські та перевантажувальні потужності для перевалки наливних і сипучих аграрних вантажів. Держпідприємство, в свою чергу, проведе днопоглиблювальні роботи для створення операційної акваторії та підхідного каналу до нового причалу.
На теперішній час він виконує завантажувальні, розвантажувальні, допоміжні, переробні і транспортні функції. Крім того, порт надає послуги з відпочинку в санаторії-профілакторії «Портовик» та літній базі відпочинку «Лагуна».
В 2024 році морські порти України обробили рекордні 97,2 млн тонн вантажів, зокрема найбільше вантажів обробив порт «Південний» – 35,55 млн тонн.
Основні напрямки вантажопотоків: Чорноморський і Середземноморський басейн, США, Латинська Америка, Близький Схід, Південно-Східна Азія.

### Номенклатура вантажів
Навалювальні вантажі
Вугілля, окатиш, ЗРК, різні види руд, чавун у чушках, кокс, коксовий дріб'язок, боксити, брикети залізняку, феросплави, зерно та інші.
Генеральні вантажі
Металопродукція та напівфабрикати: квадратна заготовка, холоднокатані і гарячекатані сталеві рулони, катанка, арматура, сляби, сталь, листова в упаковці і розсипом, інше.
Хімічні вантажі і добрива
Карбамід навалом, аміак, метанол, карбамідно-аміачна суміш, азофоска (комплексне добриво «НПК»), селітра аміачна, амофос, рутил, магнезія, сульфат амонію, фосфорити, поташ (карбонат калію) та інші.
Рослинні олії
Сира кокосова олія, сира пальмова олія, рафінований вибілений дезодорування пальмовий олеїн, стеарин та інші фракції.
Нафта і нафтопродукти
- Морський нафтоперевалочний термінал «Південний»[16][17][18]

### Портові оператори
На теперішній час в акваторії морського порту «Південний» здійснюється переробка вантажів наступними компаніями:
1. ДП «МТП Южний» — ЗРК, окатиші, вугілля, мінерально-будівельні матеріали та ін.;
2. ПАТ «Одеський припортовий завод» — хімічні навалювальні та наливні вантажі;
3. ТОВ «ТІС-Міндобрива» — навалювальні хімічні вантажі;
4. ТОВ «ТІС-Зерно» — зернові вантажі;
5. ТОВ «ТІС-Руда» — навалювальні вантажі;
6. ТОВ «ТІС-Вугілля» – навалювальні вантажі;
7. ТОВ «ТІС-Контейнерний термінал» — генеральні вантажі, масло;
8. ТОВ «Бориваж» — зернові вантажі;
9. ТОВ «Дельта Вілмар СНД» — рослинна олія;
10. ТОВ «Рисоіл Юг» " — рослинна олія;
11. ТОВ «Олсідз Блек Сі» — рослинна олія;
12. ДП «Сісайд-Україна» — зернові вантажі;
13. ТОВ «Термінал Стівідорінг і К» — нафтопродукти;
14. ПАТ «Укртранснафта» — нафту;
15. ТОВ «Райдо Термінал» — залізорудний концентрат, вугілля, зернові вантажі, мінеральні добрива.

## Начальники порту
- 2005—2006 — Володимир Миколайович Березняк
- 2006—2007 — Олександр Леонідович Гонза
- 2007 — Володимир Євгенович Васильєв
- 2007—2010 — Юрій Юрійович Крук
- 2010 — Вадим Миколайович Пархоменко
- 2010—2013 — Олександр Геннадійович Лагоша

### З 2013— начальники адміністрації морського порту
- 2013—2018 — Максим Анатолійович Широков
- 2018—2019 — Віталій Володимирович Ліпський
- 2019—2020 — Максим Анатолійович Широков
- 2020—н.ч. — Олександр Григорович Басюк

## Пункт базування ВМС
Восени 2020 року в порту «Південний» відкрили пункт базування катерів Військово-Морських Сил ЗС України. Тут буде базуватись дивізіон патрульних катерів типу Island.